# Viennetta

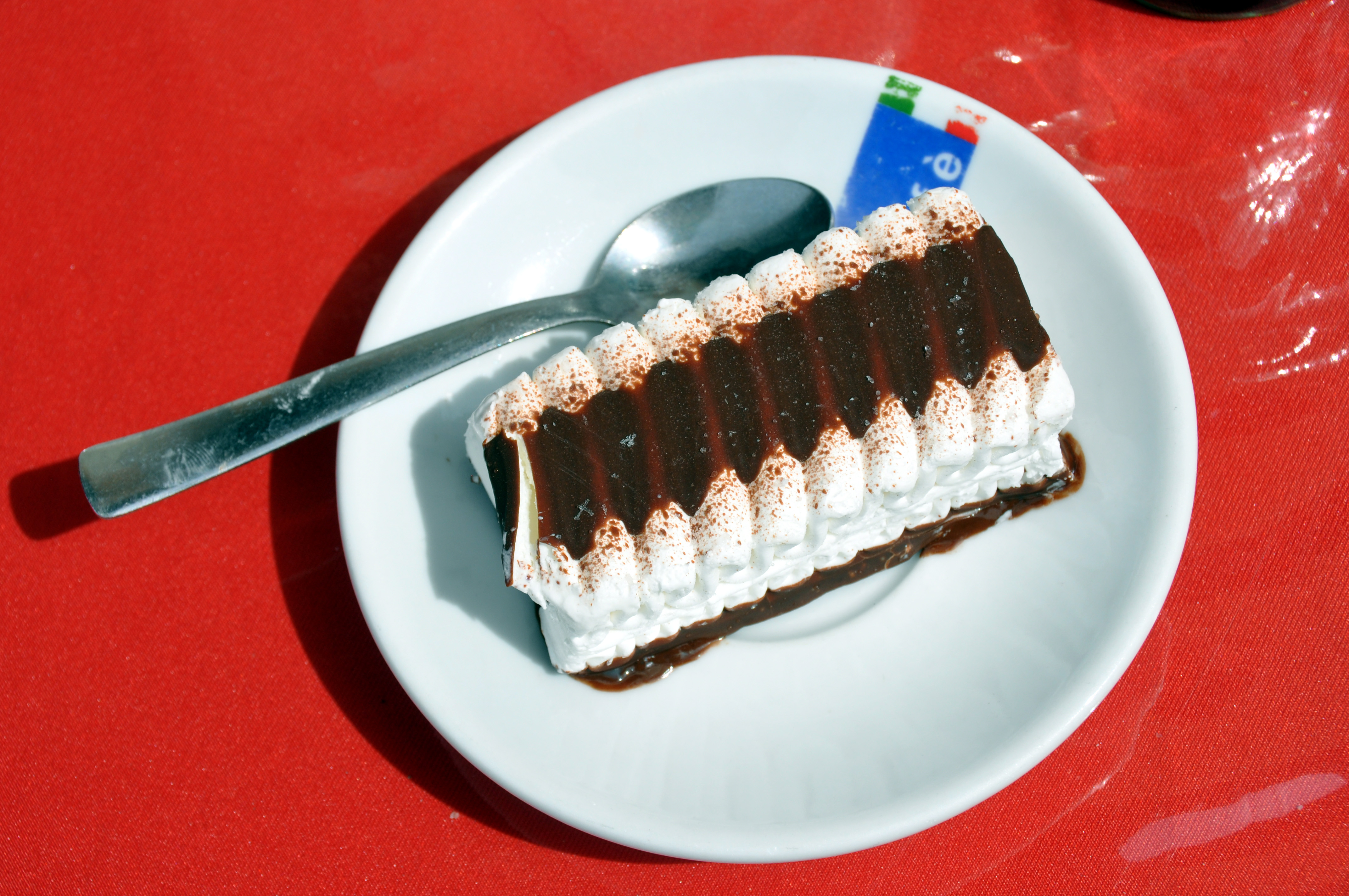
Uma sobremesa Viennetta

Viennetta é uma marca britânica de gelados produzidos pela Unilever e vendidos sob as diversas marcas Heartbrand em todo o mundo. O Viennetta original consiste em várias camadas onduladas de gelado, separadas por finas camadas de chocolate composto pulverizado. Está disponível em diversos sabores, incluindo baunilha e chocolate.

## História

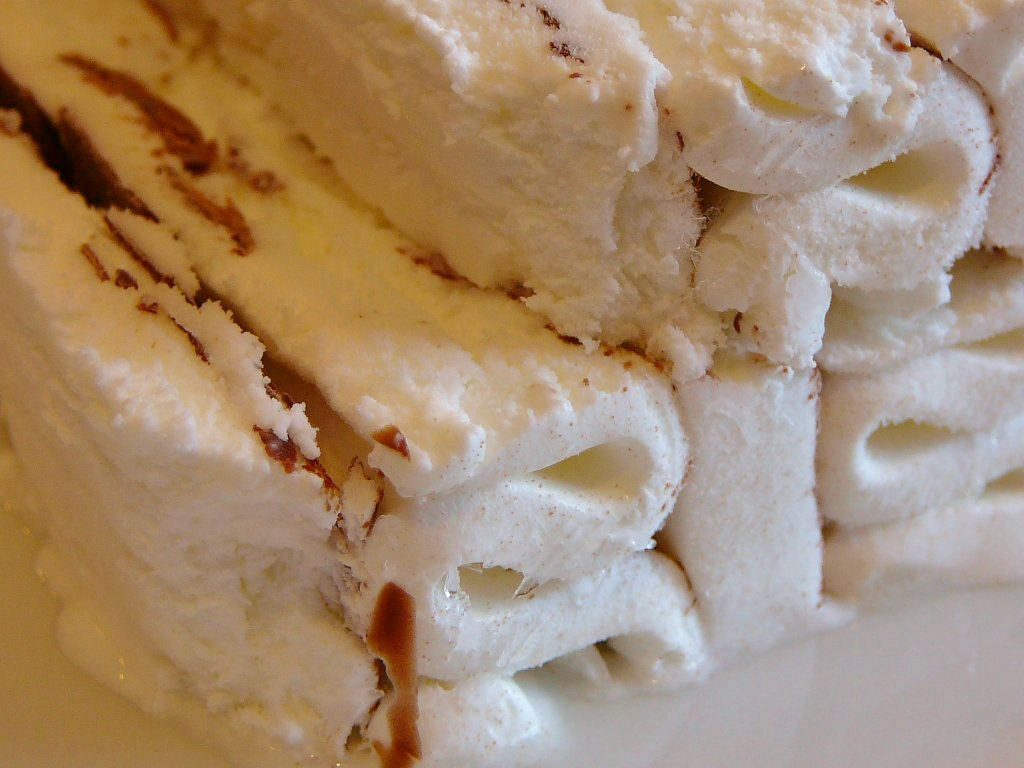
Close-up de uma fatia de Viennetta, mostrando o efeito característico de "concertina" criado durante a produção

Viennetta foi lançada pela empresa britânica de gelados Wall's em 1982. O produto em camadas e a técnica patenteada para a sua produção foram idealizados por Kevin Hillman, gerente de desenvolvimento da fábrica da Wall's em Gloucester; Ian Butcher; e Gordon Stewart Carrick. As camadas de gelado foram extrudadas, uma após a outra, em bandejas apoiadas numa correia móvel. A taxa de extrusão era maior do que a velocidade da correia, o que causa o enfeite ou o arrugamento do gelado; cada camada era extrudida a uma velocidade diferente da camada anterior. O efeito final era semelhante a uma série de ondulações na cobertura do gelado, dando um efeito final semelhante à concertina.
Uma longa campanha publicitária do produto no Reino Unido usou o slôgane "uma fatia nunca é suficiente", que ainda é usado ocasionalmente em ações promocionais.
Em 2007, para comemorar o 25.º aniversário da marca, foi lançado um Viennetta com 22,7 metros de comprimento, estabelecendo o recorde mundial para o gelado mais longo.

## Distribuição mundial
Lançada originalmente como uma sobremesa multiporções, o seu sucesso após ser lançada nos restaurantes KFC e Pizza Hut levou a Unilever, proprietária da Wall's, a produzir diversas variantes de sabor e tamanho. A Viennetta foi lançada nos Estados Unidos e Canadá no final da década de 1980 sob a marca Breyer's, e foi descontinuada em meados da década de 1990, mas foi reintroduzida nos EUA em 2021 sob a marca Good Humor.
A Unilever não produz mais a marca no Canadá. É vendido na Austrália e Nova Zelândia sob a marca Streets. É vendido na Itália em todos os supermercados pela Algida e em Israel pela Strauss, sob o nome Fantasia (פנטסיה) assim como na Alemanha, Grécia e Áustria. É vendido em Portugal pela marca Olá e no Japão pela Morinaga Milk Industry. Na Finlândia, Viennetta é vendido sob a marca Ingman. Viennetta também é vendido na China com o nome Qiancengxue (千层雪 "Neve de mil camadas").
Viennetta também foi vendida na Indonésia de meados da década de 1990 até meados dos anos 2000 e reintroduzida em abril de 2020, após uma petição assinada por quase 75 mil pessoas a exigir o seu retorno ao mercado indonésio. Na Tailândia, estava originalmente disponível na década de 1990 e reintroduzida novamente em novembro de 2020. Viennetta era anteriormente conhecida como Comtessa na Espanha, mas, devido a um problema legal, tornou-se Viennetta na década de 1990.
A Viennetta foi vendida no México até o início dos anos 2000 e foi reintroduzida por Holanda em 2018, após uma petição no change.org vários anos antes.
A Viennetta é vendida no Japão desde setembro de 1983 sob a marca Morinaga. Em 2025, a Morinaga anunciou que deixará de vender a Vienetta em 31 de março de 2025 devido ao término da licença.